# Elisabeth Neelsen
Elisabeth Neelsen (* 11. März 1870 in Plön; † nach 1949) war eine deutsche Landschaftsmalerin und Kunsterzieherin.

## Leben
Elisabeth Neelsen war die Tochter des Plöner Pastors Hans Friedrich Neelsen († 1907) und die Enkelin des evangelischen Theologen Johannes Andreas Rehhoff.
Sie war in den Berliner Adreßbüchern 1910 mit der Anschrift Kurfürstenstr. 73, 1920 und 1930 mit Teplitzer Str. 34 sowie im Adreßbuch der Städte Nowawes und Werder für 1934 und im Adreßbuch der Städte Babelsberg und Werder 1938/39 mit der Anschrift Hubertusdamm 22 in Potsdam-Babelsberg verzeichnet. Ein letzter Eintrag von ihr befindet sich im Adressbuch Gross-Potsdam 1949 im Emmaushaus – Altersheim der Inneren Mission in der Eisenhartstr. 14/17.
Über ihre malerische Ausbildung ist nichts bekannt.
Als Mitglied des Vereins der Berliner Künstlerinnen von 1909 bis 1940 beteiligte sie sich an den Vereinsausstellungen in den Jahren 1927 bis 1937 und lehrte dazu an der Berliner Volkshochschule als Dozentin; weiterhin nahm sie an den Ausstellungen der Berliner Secession teil, unter anderem an der 4. Kunstausstellung der Berliner Secession und 1910 im Klub Neue Zeiten in Berlin teil.
Über ihren weiteren Lebensweg ist nichts bekannt.

## Mitgliedschaften
- Elisabeth Neelsen war Mitglied im Verein der Berliner Künstlerinnen.

## Werke (Auswahl)
- Seelandschaft mit Haus und Booten.[13]